# Feis
Ein Feis (gesprochen „Fäsch“; Plural „Feisanna“) ist eine Veranstaltung bzw. Wettkampf in Tanz und weiteren Disziplinen. 
Bestandteile sind Austragungen in den Disziplinen Tanz (vor allem Irish Dance), das Beherrschen verschiedener Musikinstrumente, Gesang, das Beherrschen der gälischen Sprache sowie handwerklicher Fähigkeiten. Die Disziplinen haben ihren Hintergrund in der Tradition und Geschichte Irlands.
Diese Veranstaltungen oder Wettkämpfe finden heutzutage in Irland und auch vielen anderen Ländern Europas oder auch USA statt.
Feisanna, welche als Meisterschaft ausgetragen werden, nennt man Oireachtas.